# Collège du Mans
Le collège du Mans est l'un des collèges de l'université de Paris sous l'Ancien régime. Il est fondé par le cardinal Philippe de Luxembourg, évêque du Mans, en vue de pourvoir à l'entretien, le logement, la nourriture et l'instruction de 10 boursiers du diocèse du Mans. 

## Histoire
Le cardinal Louis de Bourbon-Vendôme y affecta l'hôtel que les évêques du Mans possédaient dans la capitale, rue de Reims, sur la montagne Sainte-Geneviève. Le collège commença à fonctionner en 1526.
Vers 1613, ses revenus étant insuffisants, le collège fit alliance avec le collège de Reims voisin,  pour former, par la réunion des deux établissements, un collège de plein exercice, sous le principalat de Jean Morel. Les basses classes se firent au Collège du Mans et le Collège de Reims fournit l'enseignement supérieur, et les deux maisons furent mises en communication par une galerie de traverse que l'on construisit sur la rue Chartière. 
En 1682, les jésuites du collège de Clermont (futur lycée Louis-le-Grand) achetèrent ses bâtiments et transférèrent le collège à l'hôtel de Marillac, rue d'Enfer. En 1764, le collège du Mans fut réuni à l'Université de Paris.

## Maîtres et élèves célèbres
- Pierre de La Ramée (1515-1572)

## Sources partielles
: document utilisé comme source pour la rédaction de cet article..
- Paul Delaunay, Vieux médecins mayennais